# Chính phủ Trung Quốc
Chính phủ Trung ương Cộng hòa Nhân dân Trung Hoa được phân chia giữa một số cơ quan nhà nước: 
- Chủ tịch và Phó Chủ tịch nước: nguyên thủ quốc gia, đóng vai trò nghi lễ là chủ yếu
- Đại hội Đại biểu Nhân dân Toàn quốc: cơ quan lập pháp, tương đương Nghị viện hoặc Quốc hội, đứng đầu là Ủy viên trưởng
  - Ủy ban Thường vụ Đại hội Nhân dân Toàn quốc: bộ máy làm việc thường trực của Đại hội Nhân dân Toàn quốc, đứng đầu là Ủy viên trưởng
- Quốc vụ viện (đồng nghĩa với hiến pháp là "Chính phủ Nhân dân Trung ương"): cơ quan hành pháp, tương đương Nội các, đứng đầu là Thủ tướng
  - Thủ tướng là người đứng đầu Quốc vụ viện và quản lý các Bộ và cơ quan ngang Bộ
  - 26 Bộ, 2 cơ quan ngang Bộ, 13 tổ chức trực thuộc và 2 văn phòng trực thuộc Quốc vụ viện; đứng đầu mỗi Bộ là Bộ trưởng
- Quân ủy Trung ương: nhánh quân sự, đứng đầu là Chủ tịch và cũng chính là Tổng tư lệnh các lực lượng vũ trang quốc gia bao gồm Quân đội Giải phóng quân Nhân dân (PLA), Cảnh sát Vũ trang Nhân dân (PAP) và Dân quân
- Tòa án Nhân dân Tối cao: cơ quan tư pháp, đứng đầu là Chánh án
- Viện kiểm sát Nhân dân Tối cao: cơ quan công tố, đứng đầu là Viện trưởng
- Ủy ban Giám sát Nhà nước: nhánh giám sát và điều tra về tham nhũng trong các cơ quan khác, đứng đầu là Chủ nhiệm

Quyền lực pháp lý của Đảng Cộng sản được đảm bảo bởi Hiến pháp và vị trí của nó như là cơ quan chính trị tối cao trong PRC được thực hiện thông qua sự kiểm soát toàn diện đối với nhà nước, quân đội và truyền thông. Theo một phát ngôn viên chính phủ nổi tiếng: 
 Chúng tôi sẽ không bao giờ chỉ đơn giản là sao chép hệ thống của các nước phương Tây hoặc giới thiệu một hệ thống gồm nhiều đảng nắm giữ chính quyền luân phiên; Mặc dù các cơ quan nhà nước của Trung Quốc có trách nhiệm khác nhau, nhưng tất cả họ đều tuân thủ đường lối, nguyên tắc và chính sách của đảng. 
Các cơ quan chính của quyền lực nhà nước là Đại hội Đại biểu Nhân dân toàn quốc (NPC), Chủ tịch nước và Quốc vụ viện. Thành viên của Hội đồng Nhà nước bao gồm Thủ tướng, một số lượng Phó Thủ tướng (nay là bốn), năm Ủy viên Hội đồng Nhà nước (giao thức ngang hàng với các phó thủ tướng nhưng với danh mục đầu tư hẹp hơn), Tổng thư ký, và hiện 26 Bộ trưởng và các bộ phận nội các khác thủ trưởng Trong những năm 1980, đã có một nỗ lực nhằm tách biệt các chức năng của đảng và nhà nước, với bên quyết định chính sách chung và nhà nước thực hiện nó. Nỗ lực này đã bị bỏ rơi vào những năm 1990 với kết quả là giới lãnh đạo chính trị trong bang cũng là lãnh đạo của đảng. Cấu trúc kép này do đó tạo ra một trọng tâm tập trung duy nhất của quyền lực.
Đồng thời, đã có một động thái để tách các cơ quan đảng và nhà nước ở các cấp khác ngoài chính quyền trung ương. Nó không phải là chưa từng nghe thấy cho một điều hành địa phương cũng là bí thư đảng. Điều này thường gây ra xung đột giữa giám đốc điều hành và bí thư đảng ủy, và cuộc xung đột này được xem rộng rãi là cố ý để ngăn chặn hoặc trở nên quá mạnh mẽ. Một số trường hợp đặc biệt là Khu vực hành chính đặc biệt của Hồng Kông và Ma Cao, theo hiến pháp và luật cơ bản tương ứng, hầu hết các luật quốc gia không áp dụng và các khu tự trị, theo thông lệ của Liên Xô, giám đốc điều hành thường là thành viên của dân tộc địa phương nhóm trong khi tổng bí thư đảng không phải là người địa phương và thường là người Hán.
Theo Hiến pháp Trung Quốc, Đại hội đại biểu Nhân dân toàn quốc  là cơ quan quyền lực nhà nước cao nhất ở Trung Quốc. Họ họp hàng năm trong khoảng hai tuần để xem xét và phê duyệt các định hướng chính sách mới, luật pháp, ngân sách và thay đổi nhân sự lớn. Hầu hết luật pháp quốc gia tại Trung Quốc được Ủy ban Thường vụ Đại hội Đại biểu Nhân dân thông qua. Hầu hết các sáng kiến được trình bày cho NPCSC để Hội đồng Nhà nước xem xét sau khi có sự chứng thực trước đó của Ủy ban Thường vụ Bộ Chính trị của Đảng Cộng sản. Mặc dù NPC thường phê chuẩn các khuyến nghị về chính sách và nhân sự của Hội đồng Nhà nước, NPC và ủy ban thường vụ đã ngày càng khẳng định vai trò là cơ quan lập pháp quốc gia và đã có thể buộc sửa đổi trong một số luật. Ví dụ, Hội đồng Nhà nước và Đảng đã không thể đảm bảo thông qua thuế nhiên liệu để tài trợ cho việc xây dựng đường cao tốc.